# ويست غرينتش (رود آيلاند)
ويست غرينتش (بالإنجليزية: West Greenwich, Rhode Island)‏ هي بلدة تقع بولاية رود آيلاند في الولايات المتحدة. تبلغ مساحتها 132.9 (كم²)، وترتفع عن سطح البحر 77 م، بلغ عدد سكانها 6135 نسمة في عام 2010 حسب إحصاء مكتب تعداد الولايات المتحدة وتصل الكثافة السكانية فيها 46.8 نسمة/كم2.

## وصلات خارجية
- The US50 - Cities and Towns in Rhode Island State
- Rhode Island Cities and Towns, Facts, Map, Flag, Colleges, Government, and More